# Dirty Diana
Dirty Diana är en låt från albumet Bad av Michael Jackson. Den släpptes som singel år 1988.
Låten framförs med en rockigare framtoning än det sound som är typiskt för Michael Jackson. Låten var den femte och sista låten ifrån albumet Bad som låg etta på Billboard Hot 100.

## Listplaceringar
| Land           | Topplacering (1988) |
| -------------- | ------------------- |
| Australien     | 27                  |
| Belgien        | 1                   |
| Kanada         | 7                   |
| Nya Zeeland    | 5                   |
| Storbritannien | 4                   |
| Tyskland       | 2                   |
| USA            | 1                   |